# Hérnia diafragmática congênita
A hérnia diafragmática congênita (português brasileiro) ou hérnia diafragmática congénita (português europeu) decorre da herniação do conteúdo abdominal para a cavidade torácica. Os sintomas e o prognóstico dependem da localização do defeito e de outras malformações associadas. O defeito pode ser a nível do hiato esofágico (hiatal), adjacente ao hiato (paraesofágica), retroesternal (Morgagni), ou póstero-lateral (Bochdalek). Emboras todos esses defeitos sejam congênitos, o termo hérnia diafragmática congênita tem sido usado como sinônimo da herniação através do forâmen póstero-lateral de Bochdalek. Essas lesões geralmente se apresentam com distúrbio respiratório grave durante o período neonatal, e podem estar associadas com malformações de outros órgãos e sistemas, com mortalidade significativa (40-50%).

## References
1. ↑  Alemzadeh, R., MD and Wyatt., MD (2007). «Nelson Textbook of Pediatrics, 18th ed». ISBN 9781416056225 141605622X Verifique |isbn= (ajuda)